# Huragan Mitch
Huragan Mitch – huragan, który przeszedł w 1998 roku przez państwa Ameryki Środkowej. Był trzynastym sztormem tropikalnym, dziewiątym huraganem i trzecim silnym cyklonem na Oceanie Atlanyckim w sezonie. Osiągnął maksymalnie 5. kategorię w skali Saffira-Simpsona, a najwyższa prędkość wiatru wyniosła 340 km/h. Ciśnienie maksymalnie spadło do 904 hPa.
Cyklon powstał 22 października, u północnych wybrzeży Ameryki Południowej. Przemieszczając się nad wodami Morza Karaibskiego nasilał się. Początkowo powoli przemieszczał się na północ, później skręcił na zachód. Gdy dotarł do wybrzeży Hondurasu, osiągnął ostatnią, piątą kategorię. Po wejściu na ląd osłabł, po czym zmienił kierunek przemieszczania na północno-wschodni, przechodząc przez półwysep Jukatan, Zatokę Meksykańską, Florydę, a następnie dalej przez Atlantyk, docierając aż do Wysp Brytyjskich.
Stał się najbardziej zabójczym huraganem od czasu Wielkiego Huraganu z 1780 roku. Głównie w wyniku powodzi i lawin, dodatkowo potęgowanych przez powolne przemieszczanie się cyklonu (co w efekcie wywołało ogromne opady deszczu) śmierć poniosło 11 374 osoby, a 13 042 zostało rannych. Największe szkody Mitch spowodował w Hondurasie i Nikaragui.

## Ofiary śmiertelne
| L. p. | Państwo           | Ofiary |
| ----- | ----------------- | ------ |
| 1.    | Honduras          | 7000   |
| 2.    | Nikaragua         | 3800   |
| 3.    | Gwatemala         | 268    |
| 4.    | Salwador          | 240    |
| 5.    | Belize            | 11     |
| 6.    | Meksyk            | 9      |
| 7.    | Kostaryka         | 7      |
| 8.    | Jamajka           | 3      |
| 9.    | Panama            | 3      |
| 10.   | Stany Zjednoczone | 2      |
|       | Brak danych       | 31     |
|       | Razem             | 11 374 |

## Galeria zdjęć

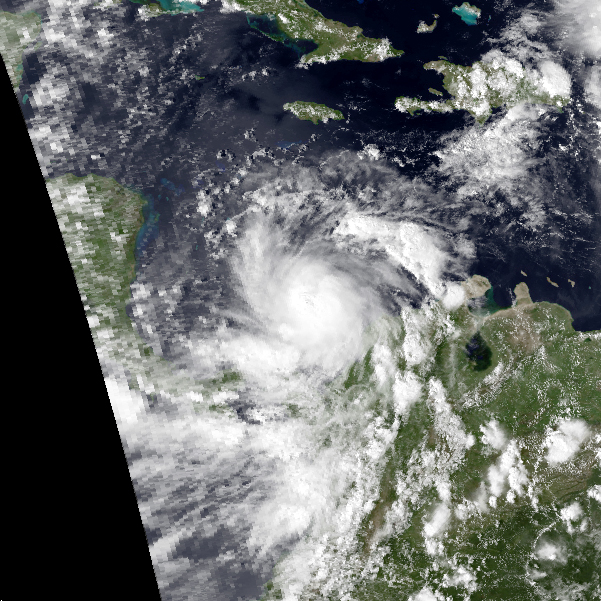
Huragan w trakcie formowania
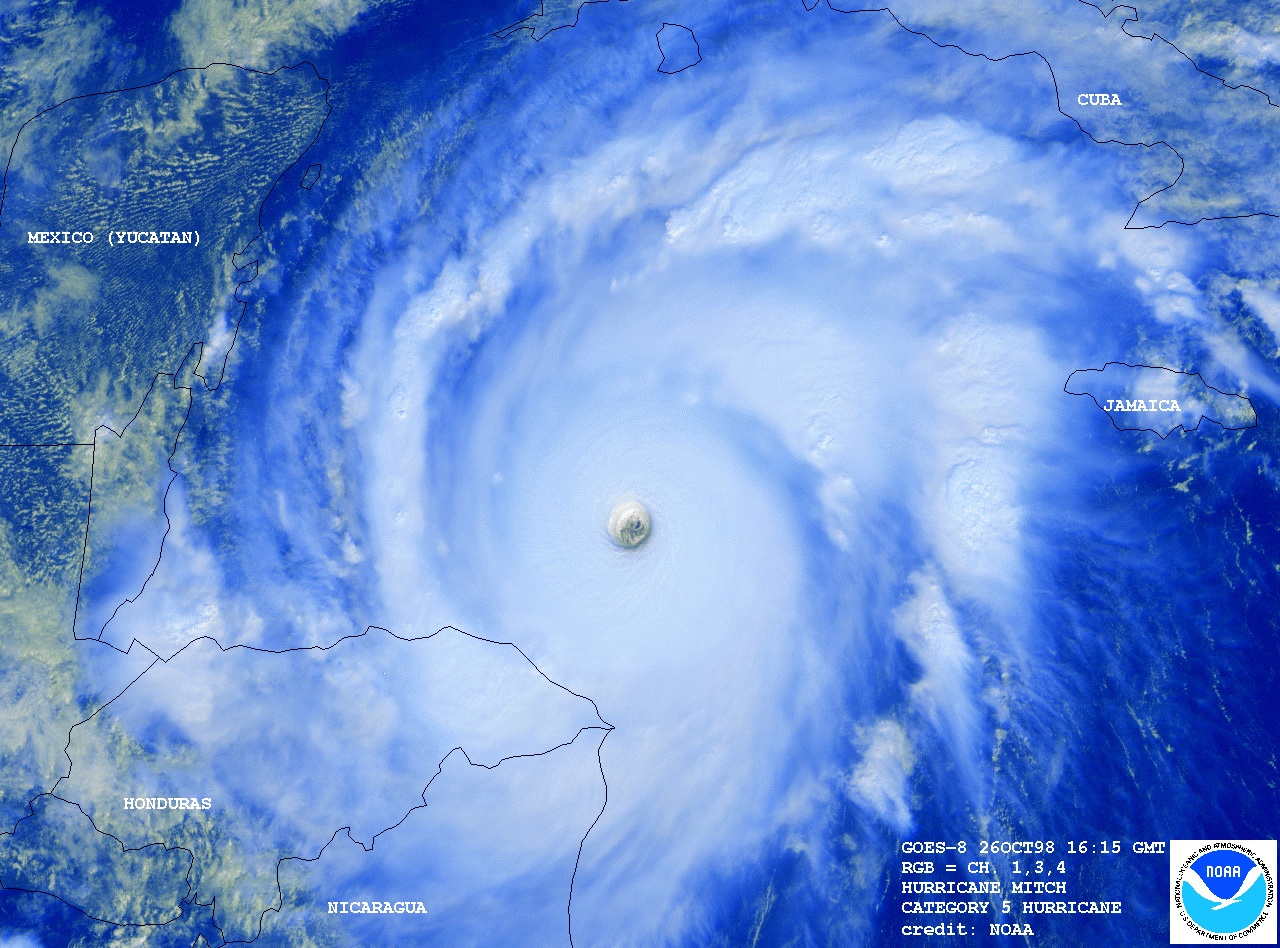
Huragan 26 października
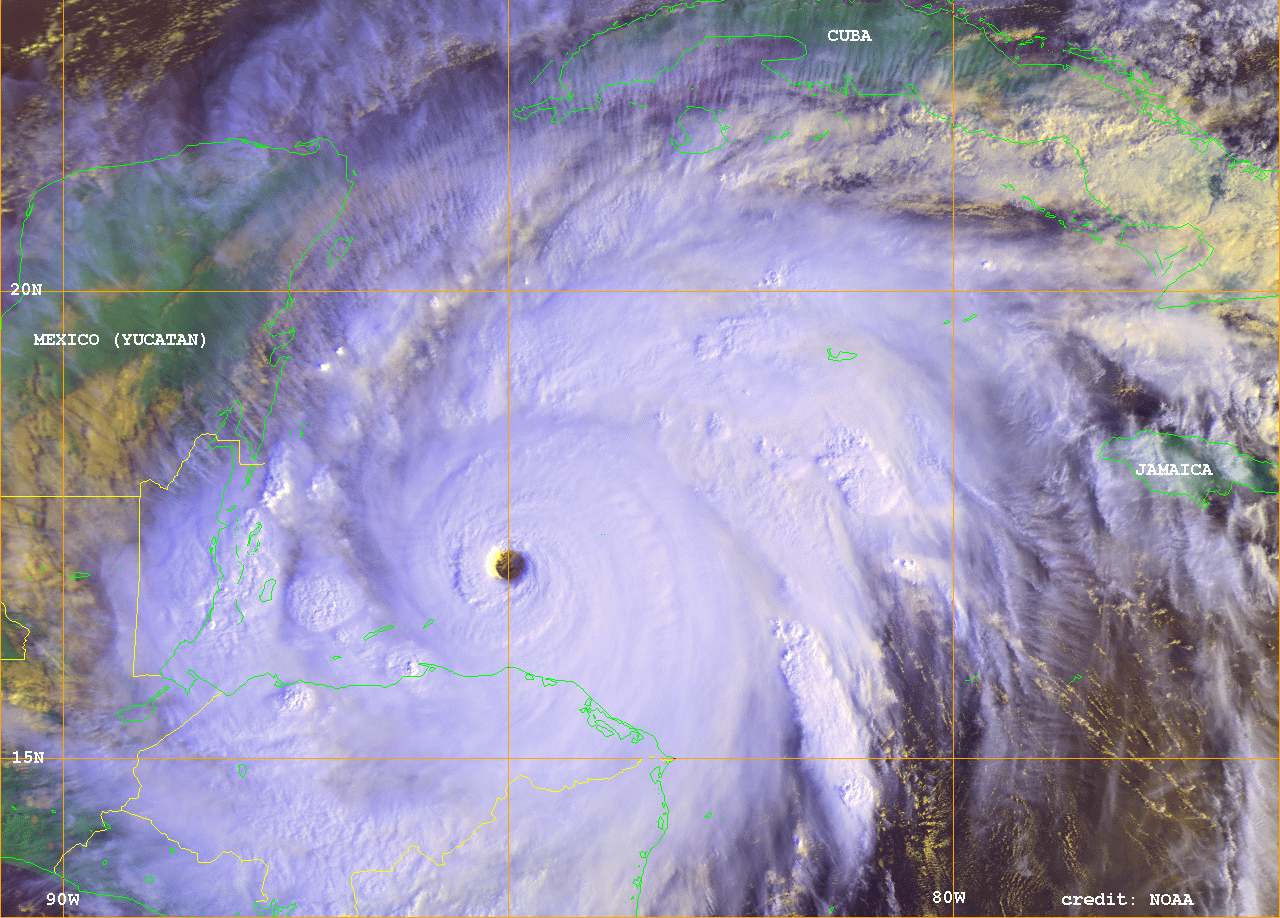
Huragan 27 października
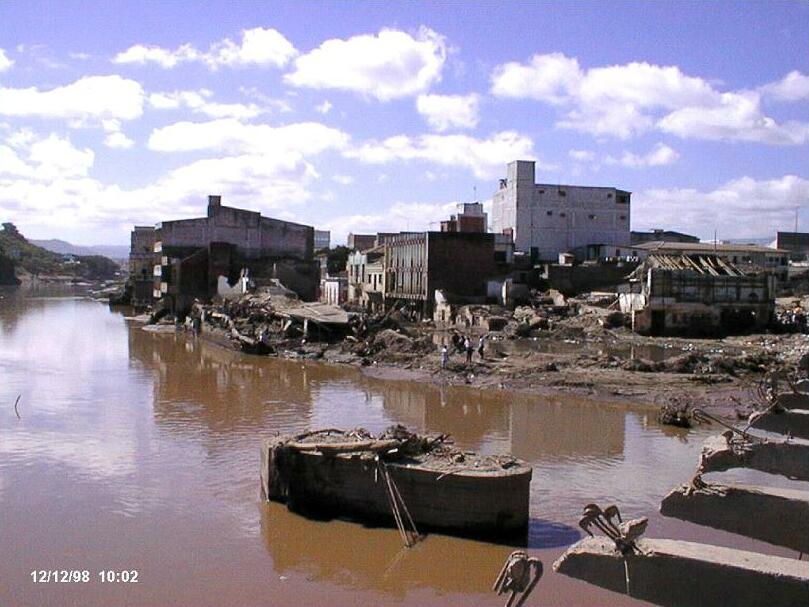
Zniszczenia w Tegucigalpa
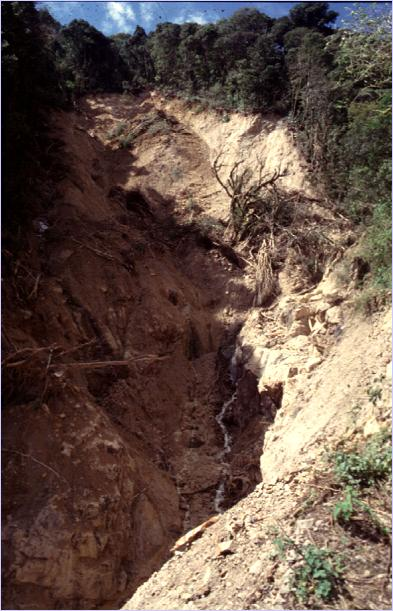
Lawina błotna
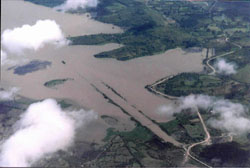
Powodzie spowodowane przez cyklon